# Коллевеккьо
Коллевеккьо (итал. Collevecchio) — коммуна в Италии, располагается в регионе Лацио, в провинции Риети.
Население составляет 1615 человек (2008 г.), плотность населения составляет 59 чел./км². Занимает площадь 27 км². Почтовый индекс — 2042. Телефонный код — 0765.
Покровителем коммуны почитается святой апостол Андрей Первозванный, празднование 30 ноября.

## Демография
Динамика населения:

## Администрация коммуны
- Официальный сайт: http://www.comune.collevecchio.ri.it